# Rotstirn-Schnäpper

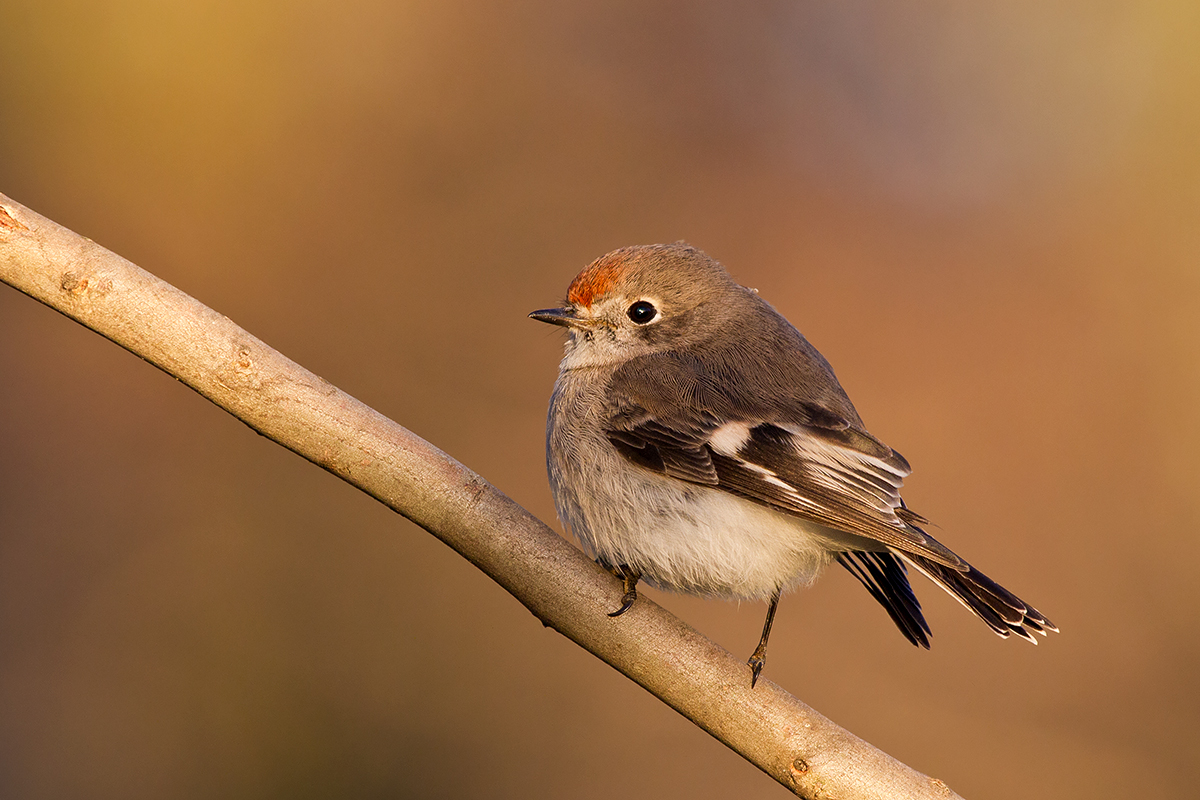
Rotstirn-Schnäpper, Weibchen

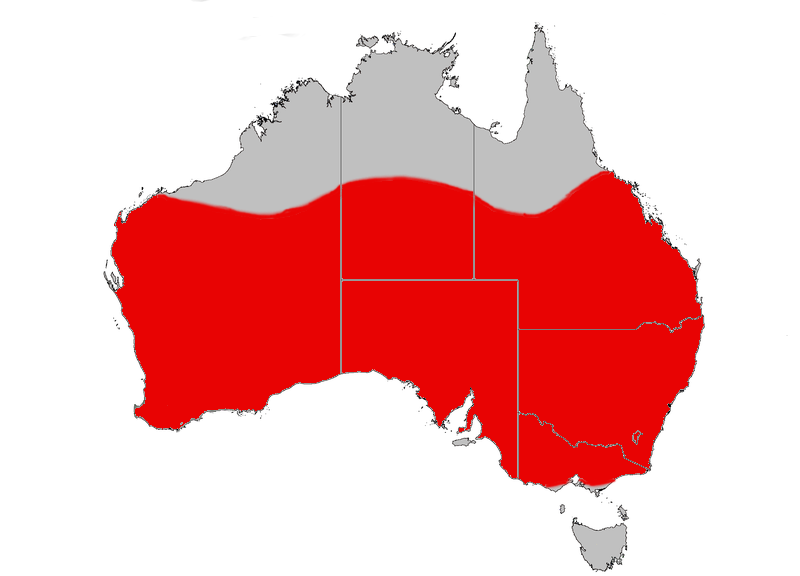
Verbreitungsgebiet

Der Rotstirn-Schnäpper (Petroica goodenovii), zuweilen auch Rotstirnschnäpper geschrieben, ist eine in Australien vorkommende Vogelart der Gattung Petroica aus der Familie der Schnäpper (Petroicidae). Das Artepitheton widmeten die Erstbeschreiber dem britischen Botaniker und Bischof Samuel Goodenough.

## Merkmale
Rotstirn-Schnäpper erreichen eine Körperlänge von 10,5 bis 12,5 Zentimetern und ein Gewicht von 7,0 bis 9,0 Gramm. Zwischen den Geschlechtern besteht bezüglich der Gefiederfarbe ein deutlicher Sexualdimorphismus. Lediglich bei den Männchen sind Kopf, Kehle, Rücken und Bürzel schwarz. Brust und Bauch sind kräftig rot gefärbt. Die Stirn ist namensgebend ebenfalls rot. Die überwiegend schwarzen Flügel zeigen eine weiße Flügelbinde und schmale weißliche Markierungen. Die Steuerfedern sind schwarz, Flanken und Steiß weißlich. Die ähnlich gezeichneten Weibchen sind deutlich schlichter gefärbt. Sie sind auf der Körperoberseite graubraun und auf der Körperunterseite ockerfarben. Die Brust zeigt nur einen kleinen blassen roten Bereich, der regional auch ganz fehlen kann. Der Schnabel ist bei beiden Geschlechtern schwarz, die Iris dunkelbraun.

## Verbreitung und Lebensraum
Der Rotstirn-Schnäpper kommt ausschließlich in Australien vor. Bis auf den Norden besiedelt er nahezu das gesamte Land. Hauptlebensraum sind trockene und halbtrockene Eukalyptus-, Zypressen- oder Akazienwälder. In der Regel meidet er feuchte Gebiete.

## Lebensweise
Die Vögel ernähren sich von Gliederfüßern (Arthropods), die sie am Erdboden oder in niedriger Vegetation suchen. Die Brutsaison fällt in die Monate Juni bis Januar. Es werden bis zu vier Bruten durchgeführt. Die Paare leben monogam. Das tassenförmige Nest hat einen äußeren Durchmesser von 5,7 bis 6,4 Zentimetern und wird in der Regel in einer durchschnittlichen Höhe von drei Metern (variiert zwischen 0,3 und 9 m) über dem Boden, bevorzugt in einer Astgabel angelegt. Es wird vom Weibchen innerhalb von maximal sieben Tagen aus dürren Gräsern, Moos und kleinen Rindenstreifen hergestellt, mit Spinnenfäden verflochten und mit Tierhaaren und Federn ausgepolstert. Die Nester während der ersten Brut werden zumeist mit drei Eiern versehen, bei späteren Bruten enthalten die Nester oftmals weniger Eier. Die Eier haben eine blaugrüne bis graugrüne Farbe und sind mit braunen, grauen oder violetten Sprenkeln überzogen. Sie werden in 12 bis 16 Tagen in erster Linie vom Weibchen ausgebrütet. Die Nestlinge werden von beiden Eltern mit Nahrung versorgt. Sie verlassen das Nest nach 12 bis 17 Tagen. Zu den Nesträubern zählen der Graurücken-Krähenwürger (Cracticus torquatus), die Neuhollandkrähe (Corvus coronoides) und der Graubrust-Dickkopf (Colluricincla harmonica). Als Brutparasiten treten zuweilen der Schwarzohrkuckuck (Chrysococcyx osculans), der Buschkuckuck (Cacomantis variolosus), der Blasskuckuck (Cuculus pallidus) oder der Rotschwanzkuckuck (Chrysococcyx basalis) auf.

## Gefährdung
In seinen Vorkommensgebieten ist der Rotstirn-Schnäpper weit verbreitet, zuweilen zahlreich und wird demzufolge von der Weltnaturschutzorganisation IUCN als  „least concern = nicht gefährdet“ klassifiziert.